# خرگوش بوته‌زار
خرگوش بوته‌زار (نام علمی: Lepus saxatilis) یکی از دو گونه خرگوشهای موجود در جنوب نامیبیا، موزامبیک، آفریقای جنوبی، اسواتینی و لسوتو است. اگرچه این گونه به عنوان کمترین نگرانی ذکر شده است، اما جمعیت آن رو به کاهش بوده و انتظار می‌رود در ۱۰۰ سال آینده ۲۰ درصد کاهش یابد.

## زیستگاه
خرگوش‌های بوته‌زار معمولاً در ارتفاعات بالاتر در حدود ۱۲۲۰ متر تا ۱۸۳۰ متر یافت می‌شوند. آنها عمدتاً در بوته‌ها، علفزارهای مرتفع و جنگل‌های ساوانا یافت می‌شوند. با این حال، در شب آنها را می‌توان در علفزارهای بازدید. آنها هرگز در جنگل‌ها یا بیابان‌ها دیده نمی‌شوند. آنها همچنین برای سازگاری با زمین‌های توسعه‌یافته کشاورزی شناخته شده‌اند.
آنها همچنین در دو زیست‌بوم مختلف، گرمسیری و نیمه‌گرمسیری یافت می‌شوند. این به آنها محدوده دمایی در حدود ۲۲ تا ۳۵ درجه سلسیوس (۷۲ تا ۹۵ درجه فارنهایت) می‌دهد.